# Опанасенко Олександр Валерійович
Олекса́ндр Вале́рійович Опана́сенко (нар. 20 квітня 1977, Томмот, Алданський улус, Якутія, Росія) — український політик, народний депутат України 8-го скликання, член парламентської фракції «Самопоміч», безпартійний. Остання займана посада — народний депутат України.

## Біографія
Народився в сім'ї Валерія Івановича Опанасенка, інженера-геофізика, та Наталії Інокентіївни Опанасенко, телефоністки[джерело?]. Восени 1986 року сім'я переїхала на постійне проживання в Україну (смт Глеваха Київської області). Одружений, має чотирьох дітей. Дружина — Наталія Володимирівна Волкова-Опанасенко.

## Освіта
- 1994 — закінчив Боярську середню школу № 4.
- 1994–1999 — навчався на економічному факультеті Київського національного університету ім. Т. Шевченка. Здобув ступінь бакалавра та спеціаліста за спеціальністю «Фінанси».
- 2000–2001 — навчався по програмі MBA в Міжнародному інституті менеджменту, м. Київ.
- З 2019 року навчається в Київській школі економіки.

## Трудова діяльність
- 1995–1997 — оформлювач реклами, менеджер з постачання СП «БігБорд Лтд.».
- 1999–2002 — економіст ТОВ «Реклама-Сервіс».
- 2002–2003 — менеджер з маркетингу ТОВ «Телемедіа Україна».
- 2003–2004 — заступник директора з фінансових питань ТОВ «Дизайн Дівіжин 2».
- 2004–2006 — виконавчий директор ТОВ «Форекс Клуб Україна».
- 2006–2008 — начальник фінансового управління ТОВ «Ві Ей Бі Експрес».
- 2008–2008 — фінансовий директор ЗАТ «Ві Ей Бі Страхування».
- 2008–2010 — фінансовий директор ТОВ «Кредит Колекшн Групп».
- 2011–2013 — фінансовий директор ТОВ «ОТП Факторинг Україна».
- 2013—2014 — директор ТОВ «Холлі Індастріал» (офіційний ліцензіат технології URETEK).
- 2014—2019 — народний депутат України.

## Законотворча діяльність
- Законопроєкти, подані суб'єктом права законодавчої ініціативи